# Tryonia clathrata
Tryonia clathrata är en snäckart som beskrevs av William Stimpson 1865. Tryonia clathrata ingår i släktet Tryonia och familjen tusensnäckor. IUCN kategoriserar arten globalt som otillräckligt studerad. Inga underarter finns listade i Catalogue of Life.